# Монсеньйор (дофін)

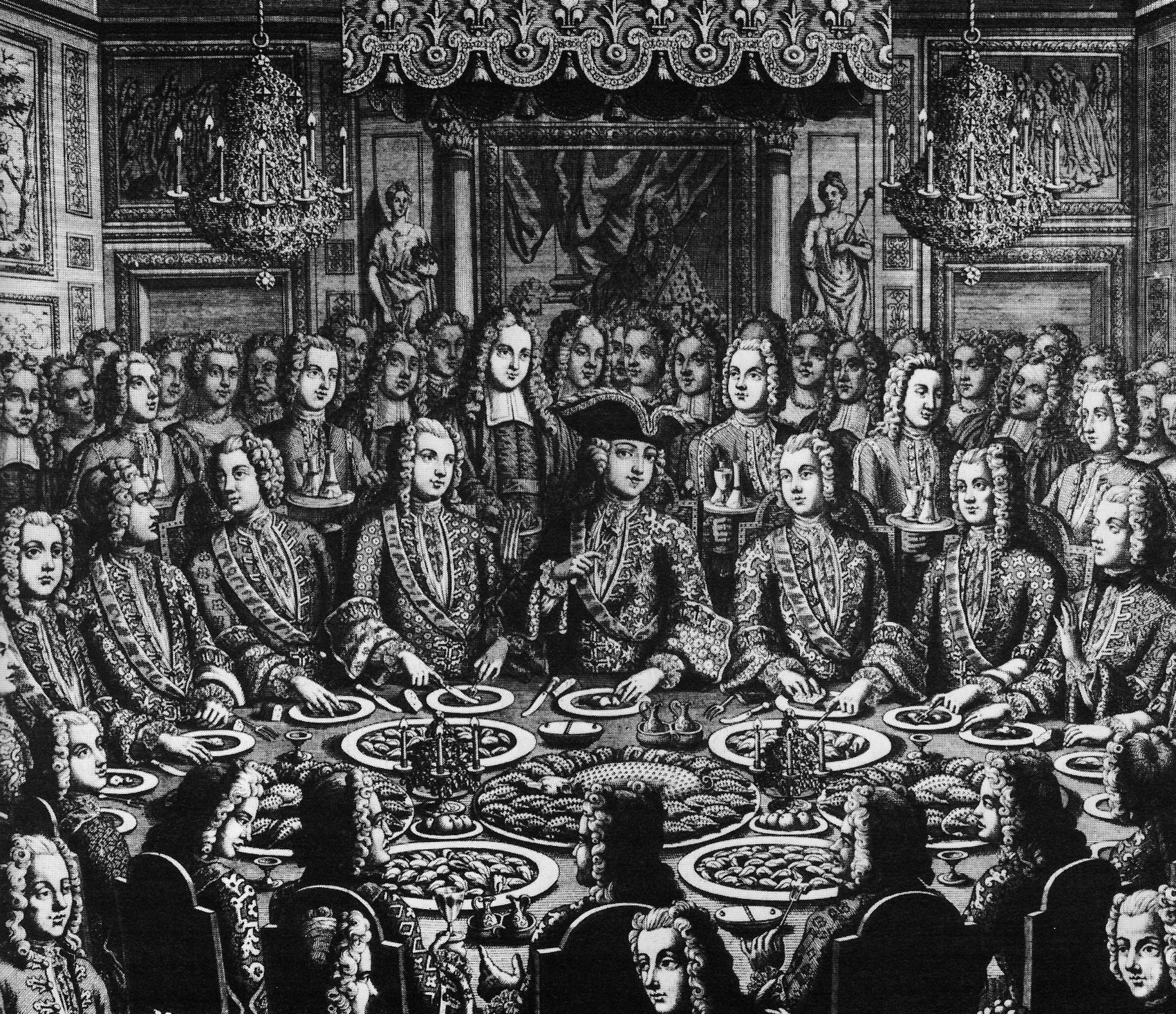
Monseigneur le Dauphin

Монсеньйор (Monseigneur) —  почесний титул або форма звертання у французькій мові до дофінів, принців — нащадків престолу. Скорочено Mgr. або Msgr. В англійській мові це також титул перед іменем французького прелата, члена королівської сім'ї чи іншого сановника.
В англійській мові розрізняють Monseigneur — французький принц й Monsignor — почесний титул кардиналів у Римо-католицькій церкві. У франкомовних  країнах ці два значення пишуться однаково Monseigneur. Хоча у Франції кардинали зазвичай не називаються як монсеньйор, а більш поширеним терміном мсьє абат (monsieur l'abbé) або прелат.

## Історія
В XIV столітті у Франції існував звичай звертатися до осіб високого рангу з титулом Монсейньор або Монсіньор. До XVII століття французька шляхта вимагали від своїх підданих звертатись до них Монсеньйор. 
У міжнародному дипломатичному спілкуванні два титули поступово здобули загальновизнане поширення: «Мсьє» ("Monsieur") як титул старшого брата короля Франції (якщо він не є спадкоємцем) та «Монсеньйор» для дофіна — старшого сина короля Франції, який також був коронним принцом або іншого члена королівської родини чоловічої статі, що був визнаний спадкоємцем престолу.
Ця форма офіційного звернення досі використовується в судах Бельгії, Люксембургу, Монако та Франції. Також цим титулом звертаються до королівських князів в офіційних історичних французьких документах. 
До повалення французької монархії 1792 р. звернення «Монсеньйор» прирівнювалось до «Його Королівського Високості» або «Його Королівської Вельможності», коли його використовували як частину титулу королівського принца. Король Людовик XIV сприяв використовував Монсеньйор як форму звертання для дофіна Франції, але це використання закінчилося у 18 столітті. Сучасні французькі роялісти зазвичай звертаються до претендента на французький престол як до Монсеньйора.
За традицією бельгійського чи люксембурзького принца називають «Монсеньйором», а не «Ваша королівська Високість». Слово «Монсеньйор» використовується при зверненні до принца будь-якою з офіційних мов Бельгії.  
У Франції його також застосовують, коли звертаються до претендентів на французький престол: Жана, графа Паризького та Луї Альфонса, герцога Анжуйського, і при зверненні до Альберта II, князя Монако. До дружини князя звертаються як «мадам».